# Polish Boy

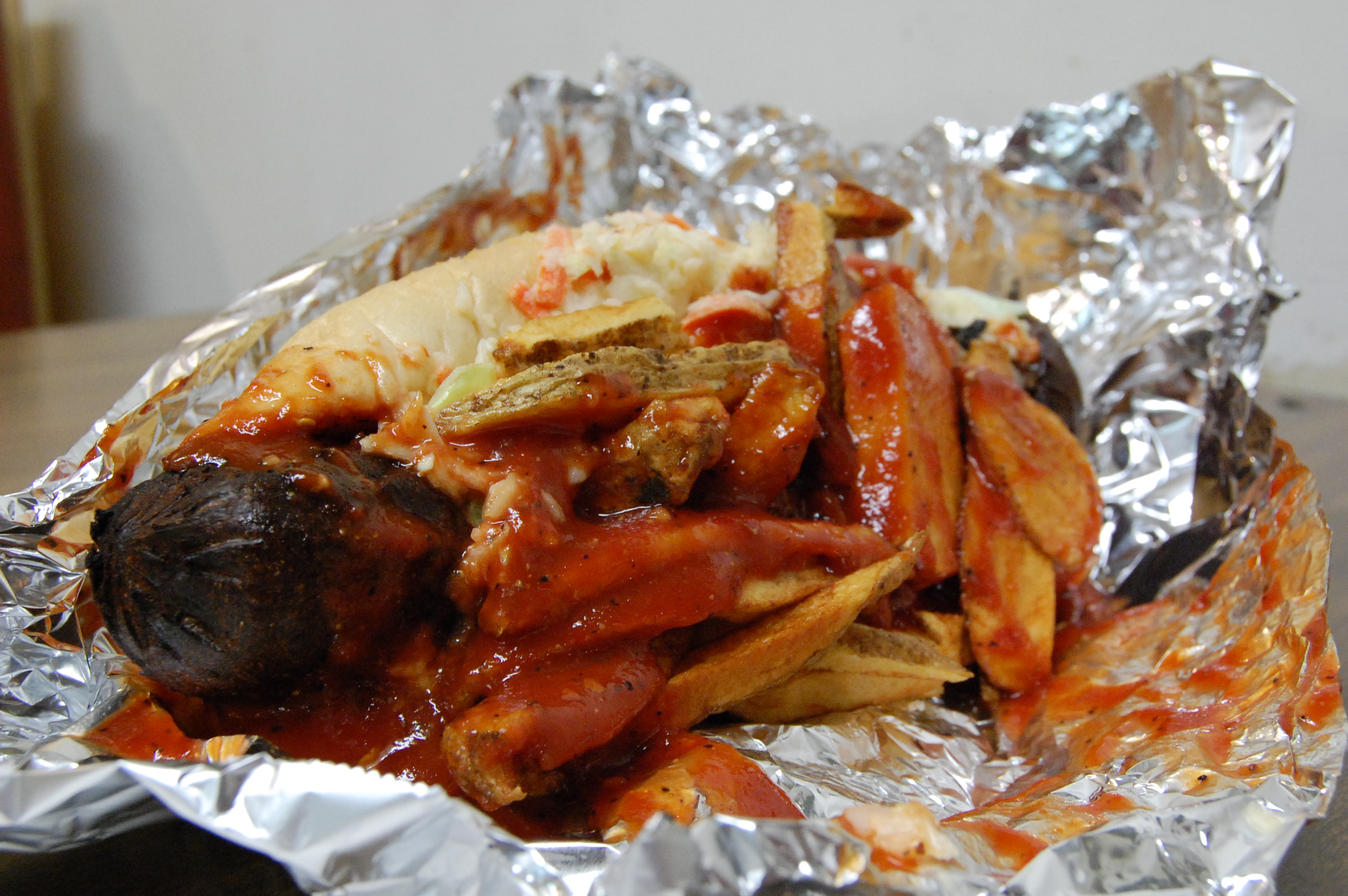
Polish Boy

Polish Boy – rodzaj kanapki z gorącą kiełbaską pokrytą warstwą frytek oraz sosem barbecue lub pikantnym i warstwą białej kapusty. Danie pochodzi z Cleveland. Magazyn Esquire nazwał to danie jedną z najlepszych kanapek w USA. Podczas gdy kiełbasa jest zazwyczaj grillowana, niektóre lokale szybko smażą kiełbasę w głębokim tłuszczu po grillowaniu i przed złożeniem kanapki.